# Middle Class
A Middle Class (középosztály) egy amerikai punk rock/hardcore punk együttes volt. 1977-ben alakultak meg a kaliforniai Santa Anaban. A zenekar a legelső hardcore punk együttesek közé tartozik. 1982-ben feloszlottak, de 2011-től 2014-ig megint összeállt a csapat. Pályafutásuk alatt egy nagylemezt, két EP-t és két válogatáslemezt dobtak piacra.
Tagok: Mike Atta, Jeff Atta, Bruce Atta, Mike Patton, Matt Simon. (Ez a Mike Patton nem azonos a Faith No More énekesével.)

## Diszkográfia
- Homeland (1982)

## Egyéb kiadványok
- Out of Vogue (1979, EP)
- Scavenged Luxury (1980, EP)
- A Blueprint for Joy: 1978-1980 (1985, válogatáslemez)
- Out of Vogue: The Early Material (2008, válogatáslemez)